# 10132 Lummelunda
10132 Lummelunda este un asteroid din centura principală, descoperit pe 20 martie 1993, de UESAC.